# Gerrit Voerman
Gerrit Voerman (Kampen, 28 september 1957) is een Nederlandse historicus. Hij is hoogleraar aan de faculteit Rechtsgeleerdheid van de Rijksuniversiteit Groningen (RUG) en voormalig directeur van het Documentatiecentrum Nederlandse Politieke Partijen (DNPP).

## Levensloop
Voerman groeide op in een gereformeerd milieu in Kampen. Hij studeerde geschiedenis aan de RUG, waar hij in 1985 zijn doctoraal behaalde. Bij het Documentatiecentrum Nederlandse Politieke Partijen van de RUG vervulde hij vervangende dienstplicht. Van dit documentatiecentrum werd hij in 1989 directeur. Voerman promoveerde in 2001 in de letteren bij de RUG op een studie naar de geschiedenis van de Communistische Partij van Nederland (CPN). Hij toonde aan dat de CPN ruime financiële steun ontving van de Sovjet-Unie, die daardoor ook een sterke vinger in de pap van die partij had.  
Sinds 2011 is Voerman hoogleraar Ontwikkeling en functioneren van het Nederlandse en Europese partijstelsel in Groningen. Op 18 september 2012 hield hij zijn oratie, getiteld Over de toekomst van de politieke partij. Sindsdien doet hij onderzoek naar de ontwikkeling en het functioneren van het Nederlandse en Europese partijenstelsel.
Voerman treedt in de media regelmatig op als expert van de Nederlandse politieke geschiedenis. Ook publiceert hij regelmatig over de geschiedenis van verschillende Nederlandse politieke partijen. Zo redigeert hij een reeks publicaties over de in de Tweede Kamer vertegenwoordigde politieke partijen, waarin zijn verschenen: Zestig jaar VVD (2008; met P. van Schie), Van de marge tot de macht. De ChristenUnie 2000-2010 (2010; met J. Hippe), Van de staat naar de straat. GroenLinks 1990-2010 (2010; met P. Lucardie) en De conjunctuur van de macht. Het Christen Democratisch Appèl 1980-2010 (2011). Verder schreef hij onder meer Verloren illusie, geslaagde fusie? GroenLinks in historisch en politicologisch perspectief (1999; met P. Lucardie en W.H. van Schuur), en Om de stembus. Verkiezingsaffiches 1918-1998 (2002; met D.J. Elzinga). 
Momenteel doet hij onderzoek naar partijcultuur in internationaal perspectief en naar de relatie tussen de Nederlandse partijen en de politieke partijen in het verband van de Europese Unie waarvan zij deel uitmaken. Verder bereidt hij een verzameling publicaties voor over de PvdA, en een monografie over de ‘Nederlandse populisten’.